# La Grand-Croix
La Grand-Croix is een gemeente in het Franse departement Loire (regio Auvergne-Rhône-Alpes). De plaats maakt deel uit van het arrondissement Saint-Étienne. La Grand-Croix telde op 1 januari 2022 4.951 inwoners.

## Geografie
De oppervlakte van La Grand-Croix bedroeg op 1 januari 2022 4,05 vierkante kilometer; de bevolkingsdichtheid was toen 1.222,5 inwoners per km².

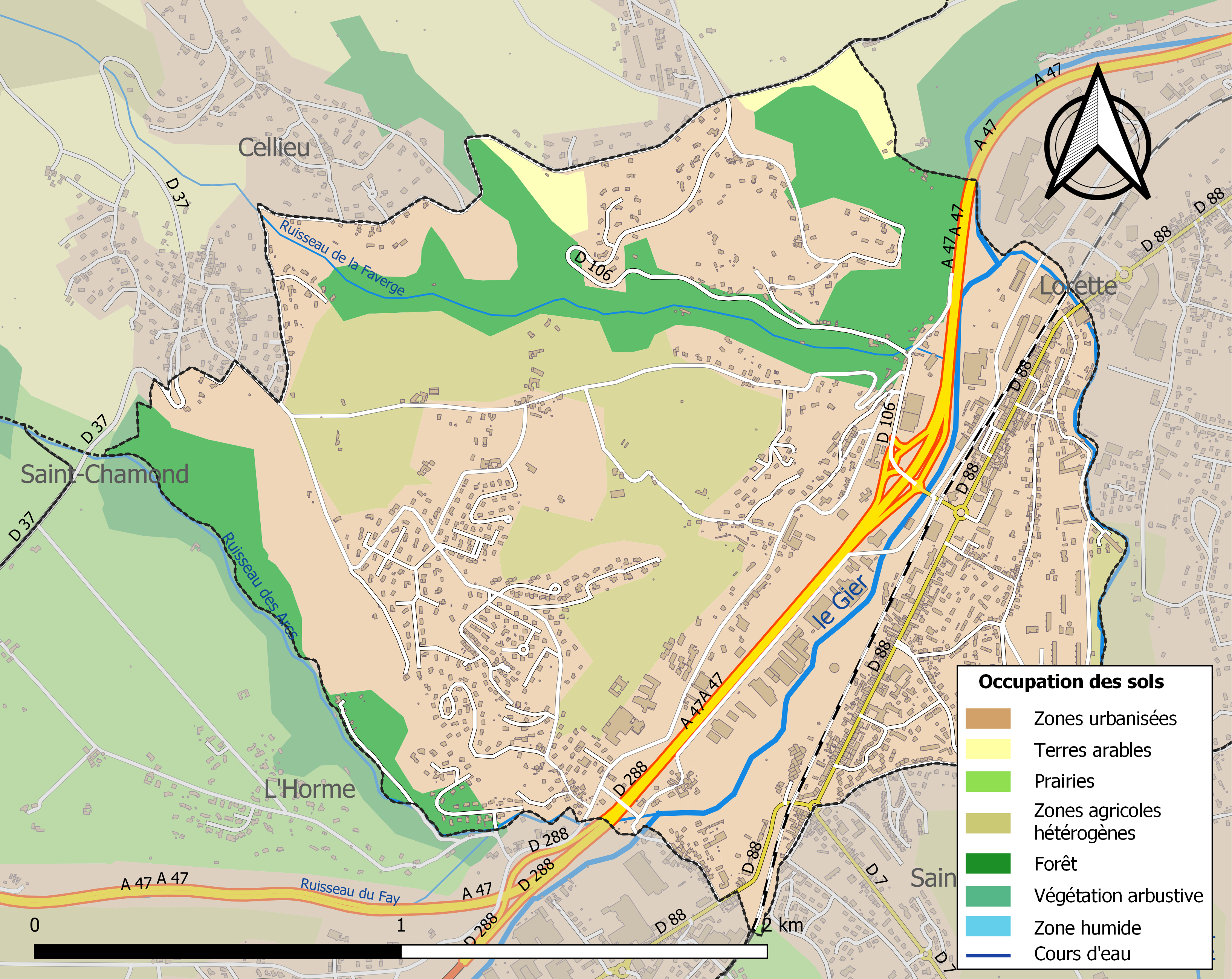
Kaart van de gemeente met de belangrijkste infrastructuur, bodemgebruik en omliggende gemeenten

## Demografie
Onderstaande figuur toont het verloop van het inwonertal (bron: INSEE-tellingen).